# 세르지우 파울루 나시멘투 필류
세르지우 파울루 나시멘투 필류(포르투갈어: Sérgio Paulo Nascimento Filho, 1988년 4월 27일 ~ )는 브라질의 축구 선수로 포지션은 미드필더이다. 현재 브라질의 클루비 지 헤가타스 브라지우 소속이다.

## 클럽 경력
2015년 대구 FC에 시리아 국적자라며 아시아쿼터로 입단하며 K리그 무대에 입문하였고, 한시즌동안 36경기에 출장하였다.
2016년 반년동안 태국 포트 FC에 소속되어있다가 시즌 중반 아시아쿼터로 강원 FC에 입단하며 K리그에 복귀하였으며, 강원의 주축으로 활약하며 강원의 K리그 클래식 승격을 이끌었다.
하지만 세르징요가 강원에 아시아 쿼터로 들어올때 사용했던 시리아 여권이 위조여권이라는 혐의로 수사대상이 되었으며, 춘천지방법원 강릉지원은 세르징요에게 위조 사문서 행사 등의 혐의로 징역 6개월에 집행유예 1년을 선하면서 세르징요는 결국 세르징요는 4월 7일부로 추방되었고, 향후 5년간 한국에 들어올 수 없게 되었다. 그의 여권 위조로 인해 K리그 승강 플레이오프 2016의 승격 결과가 정당한지 논란이 되고 있다.